# Polja
Polja (en serbe cyrillique : Поља) est un village du nord-est du Monténégro, dans la municipalité de Mojkovac.

## Démographie

### Évolution historique de la population
| 1948 | 1953  | 1961  | 1971  | 1981  | 1991  | 2003  |
| ---- | ----- | ----- | ----- | ----- | ----- | ----- |
| 964  | 1 074 | 1 220 | 1 376 | 1 546 | 1 508 | 1 506 |